# Amelia Belisario
Amelia Geraldine Belisario Socorro: (Maracaibo, estado Zulia, 8 de mayo de 1978) es una política venezolana, diputada a la Asamblea Nacional de Venezuela por el estado Aragua, electa en los comicios parlamentarios del 2015 por el circuito electoral que comprende los municipios Francisco Linares Alcántara, Libertador, Santiago Mariño y José Ángel Lamas, a través de la alianza opositora al régimen de Nicolás Maduro denominada Mesa de la Unidad Democrática(MUD).

## Biografía y vida académica
Es hija del teniente coronel (Ej) Miguel Ángel Belisario Hergueta y de Soraya Socorro de Ghinaglia. Ha transcurrido una parte de su vida en el Estado Zulia y actualmente radica en el Estado Aragua. Es abogada egresada de la Universidad del Zulia. Posee una maestría en Magíster Scientiarum en Planificación del Desarrollo, mención Política Global, y un  Máster en Estudios Políticos Aplicados. Ha sido coordinadora de la cátedra Unesco "Hacia una Cultura de Paz" en la Universidad Central de Venezuela (UCV), y como docente en el Instituto Universitario de la Asociación de Padres y Amigos de Niños Excepcionales

## Actividad partidista
Dirigente y fundadora del partido político Primero Justicia. En el ámbito del movimiento estudiantil, fue Consejera Electa en la Escuela de Derecho de la Universidad del Zulia. En el seno de la organización partidista, es fundadora de la Secretaría Nacional de Justicia en la calle, además de haber sido integrante del Tribunal Disciplinario durante 4 años. Se ha desempeñado como miembro de la Junta de Dirección Nacional en rol de Coordinadora Nacional Operativa dentro de la instancia de la Secretaría Nacional de Organización de PJ. Dentro de su organización partidista impulsa un programa social denominado “Todos Somos Responsables de Todos”, que se encarga de operativos de distribución de libros y uniformes en las escuelas, recolección de comidas y enseres para los afectados por desastres naturales y en época decembrina se reparten juguetes a los niños radicados en las barriadas más pobres, actividades concentradas en el estado Aragua y el Distrito Capital. Entre otras actividades sociales desarrolladas con Primero Justicia, ha estado promoviendo el programa “Que se mueva la Esperanza”, que consiste en bailoterapias en barriadas deprimidas del país, y las Ollas solidarias para la distribución de almuerzos a los más necesitados. En la actualidad cumple el rol de Subsecretaria General de la organización política aurinegra

## Actividad parlamentaria
Amelia Belisario fue elegida diputada a la Asamblea Nacional de Venezuela por el estado Aragua en los comicios parlamentarios del 2015, resultando salidora por el circuito electoral que comprende los municipios Francisco Linares Alcántara, Libertador, Santiago Mariño y José Ángel Lamas, a través de la alianza opositora al régimen de Nicolás Maduro, denominada Mesa de la Unidad Democrática (MUD). En el seno del parlamento nacional ha cumplido el rol de Presidenta de la Comisión Permanente de Ciencia, Tecnología e Innovación de la Asamblea Nacional (2017-2018), Presidenta de la Subcomisión de Legislación de la Comisión de contraloría del parlamento(2018-2019), Presidenta de la Subcomisión de Protección de los Derechos de la Familia: Maternidad y Paternidad s Integrante del Comité de Postulaciones Electorales que designará los Rectores del CNE.  Entre otras actividades como diputada, promovió la creación del Comité de Víctimas de la Represión (COVIREP) cuya finalidad es brindar asistencia jurídica a los familiares de las víctimas, la mayoría jóvenes asesinados durante las protestas, así como quienes fueron detenidos y que hasta la fecha están sometidos con medidas cautelares, y otros que continúan presos en centros de reclusión 